# Да убиеш присмехулник (филм)
 Тази статия е за филма.  За романа на Харпър Ли вижте Да убиеш присмехулник.  
„Да убиеш присмехулник“ (на английски: To Kill a Mockingbird) е американски пълнометражен игрален филм, на режисьора Робърт Мълиган, продуциран от Алън Пакула, екранизация по едноименния роман на Харпър Ли (обявен за най-добър роман за всички времена във Великобритания). Главната роля на Атикус Финч се изпълнява от холивудската легенда Грегъри Пек. През 1995 година филмът е поставен на 25 място от „Националния филмов регистър“, в класацията за най-добър филм за всички времена и на 1-во място в класацията на Американския филмов институт (АФИ) за драма.

## Сюжет
Внимание:  Текстът по-долу разкрива сюжета на произведението (или части от него)!
Атикус Финч е адвокат в малко градче, в което властват расови предразсъдъци. Той се опитва да даде добро възпитание на децата си Джем и Скаут, останали без майка, и да ги научи на толерантност.
Финч се заема със защитата на чернокож мъж, обвинен в изнасилването на бяло момиче. Случаят му докарва ненавистта на местните жители, която се отразява и на децата му. За да попречи на линчуванията на бащата на потърпевшата Стария Юл – алкохолик с груби маниери – адвокатът е принуден цяла нощ да бди пред вратите на затвора. По време на разпита Финч доказва невинността на своя клиент Том. Оказва се, че набедената за изнасилена Мейела, ядосана от отказа на чернокожия мъж да има сексуална авантюра с нея, обвинява несправедливо Том. Въпреки аргументираната защита на Атикус съдът признава чернокожия мъж за виновен. След присъдата Том е убит при „опит за бягство“.
В нощта на Хелоуин, когато Скаут и Джем се връщат от празника, са нападнати от пияния Юъл. Нападателят е убит от тайнствен доброжелател – Бу Радли. Бу е умствено изостанал младеж, който буди страх и отвращение при децата. Той обаче създава интересна връзка със Скаут и Джем, като им подарява дребни подаръци, скрити по тайнствени места.
Шерифът на градчето потулва случая, оповестявайки, че Юъл е паднал и сам се е наръгал с нож.

## Награди
Да убиеш присмехулник печели три академични награди Оскар:
- за най-добър актьор (Грегъри Пек)
- за най-добра художествена режисура
- за най-добър адаптиран сценарий;

както и три награди Златен глобус:
- за най-добър актьор (Грегъри Пек)
- за най-добра музика (Елмър Бърнстейн)
- за най-добър филм, насърчаващ Международното разбирателство